# C14H14O2
化学式C14H14O2（摩尔质量：214.26 g/mol）可能指：
- 半月苔素，CAS号：37116-80-6
- 双酚E，CAS号：2081-08-5
- 白苞菊醇，CAS号：2294-61-3

|  | 这个同类索引页列出了具有相同分子式的化学物（即同分異構體）条目。 除非您是有意链接至本页，否则应将相应条目的内部链接指向正确的条目。 |